# Ali Rahimzadeh
Ali Rahimzadeh es un deportista iraní que compitió en taekwondo. Ganó una medalla de plata en el Campeonato Asiático de Taekwondo de 1994, en la categoría de –50 kg.

## Palmarés internacional
| Campeonato Asiático | Campeonato Asiático | Campeonato Asiático | Campeonato Asiático |
| Año                 | Lugar               | Medalla             | Categoría           |
| ------------------- | ------------------- | ------------------- | ------------------- |
| 1994                | Manila (Filipinas)  | Medalla de plata    | –50 kg              |